# Гумерова, Лилия Салаватовна
Ли́лия Салава́товна Гуме́рова (баш. Лилиә Салауат ҡыҙы Ғүмәрова; род. 16 декабря 1972, Учалы, Башкирская АССР) — российский государственный и общественный деятель. Кандидат педагогических наук. Член Совета Федерации от исполнительного органа государственной власти Республики Башкортостан (с 2014 года), председатель Комитета Совета Федерации по науке, образованию и культуре (с 2019 года). Председатель Совета Федеральной национально-культурной автономии башкир (с 2015 года).
Из-за поддержки российско-украинской войны — под санкциями 27 стран ЕС, Великобритании, США, Канады, Швейцарии, Австралии, Украины, Новой Зеландии.

## Биография
Гумерова Лилия Салаватовна родилась 16 декабря 1972 года в городе Учалы Учалинского района Башкирской АССР.
В 1994 году окончила Башкирский государственный педагогический университет по специальности «Педагогика и психология».
С 1994 года работала педагогом-психологом, преподавателем психологии средней школы № 10 в городе Учалы Республики Башкортостан.
С 2001 года занимала должность специалиста I категории в Администрации Учалинского района, позднее назначена заместителем главы по социальным вопросам.
В 2005 году окончила Башкирскую академию государственной службы и управления при Президенте Республики Башкортостан по специальности «Юриспруденция».
В 2007—2010 годах являлась заведующей отделом социального развития, здравоохранения, труда и занятости населения Аппарата Правительства Республики Башкортостан.
28 января 2010 года избрана на должность Уполномоченного по правам ребёнка в Республике Башкортостан.
14 марта 2011 года избрана депутатом Государственного Собрания — Курултая Республики Башкортостан по Отрадовскому избирательному округу № 28 от партии «Единая Россия». 15 марта 2011 года была избрана заместителем председателя Государственного собрания — Курултая Республики Башкортостан.
24 октября 2012 года назначена заместителем Премьер-министра Правительства Республики Башкортостан.
25 сентября 2014 года Президент Башкортостана Рустэм Хамитов наделил Лилию Гумерову полномочиями сенатора в Совете Федерации Федерального Собрания Российской Федерации от исполнительного органа государственной власти Республики Башкортостан. 19 сентября 2019 года новым Главой Башкоторстана Радием Хабировым полномочия были продлены .
С 1 октября 2014 года — первый заместитель председателя Комитета Совета Федерации по науке, образованию и культуре.
18 декабря 2015 года избрана председателем Совета Федеральной национально-культурной автономии башкир.
25 сентября 2019 года избрана председателем Комитета Совета Федерации РФ по науке, образованию и культуре.

## Международные санкции
Из-за поддержки российской агрессии и нарушения территориальной целостности Украины во время российско-украинской войны находится под персональными международными санкциями разных стран. С 9 марта 2022 года находится под санкциями всех стран Европейского союза. С 15 марта 2022 года находится под санкциями Великобритании «за признание независимости двух сепаратистских регионов в Украине». С 30 сентября 2022 года находится под санкциями Соединённых Штатов Америки в ответ на «фиктивные референдумы» и «аннексию территорий Украины российскими оккупационными силами». С 23 марта 2022 года находится под санкциями Канады. С 16 марта 2022 года находится под санкциями Швейцарии. С 21 апреля 2022 года находится под санкциями Австралии.
Указом президента Украины Владимира Зеленского от 7 сентября 2022 находится под санкциями Украины. С 3 мая 2022 года находится под санкциями Новой Зеландии.

## Награды и звания
- Орден Дружбы (14 ноября 2022) — за большой вклад в укрепление российской государственности, развитие парламентаризма и активную законотворческую деятельность[17]
- Медаль ордена «За заслуги перед Отечеством» II степени (29 июня 2018) — за заслуги в укреплении российской государственности, развитии парламентаризма и активную законотворческую деятельность[18]
- Почётная грамота Республики Башкортостан (2015)[19]
- Медаль ордена «За заслуги перед Астраханской областью» (22 июля 2024) — за эффективное содействие социально-экономическому развитию и сохранению культурного наследию Астраханской области
- Медаль «МПА СНГ. 25 лет» (27 марта 2017, Межпарламентская ассамблея СНГ) — за заслуги в деле развития и укрепления парламентаризма, за вклад в развитие и совершенствование правовых основ функционирования Содружества Независимых Государств, укрепление международных связей и межпарламентского сотрудничества[20]